# Muhammad II. al-Husain

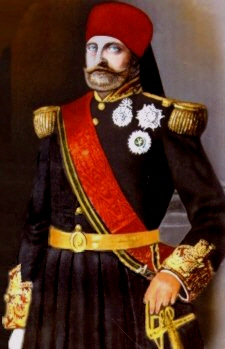
Muhammad II. al-Husain, Mohammad Bey

Muhammad II. al-Husain (* 1810; † 21. September 1859  in La Marsa; arabisch أبو عبد الله محمد باشا باي) war vom 30. Mai 1855 bis 21. September 1859 als Mohammad Bey Bey von Tunis aus der Dynastie der Husainiden.

## Leben
Muhammad II. trat die Nachfolge von Ahmad I. al-Husain (1837–1855) an, unter dem die Modernisierung des Landes eingesetzt hatte. Er bemühte sich vor allem um den Ausbau der Infrastruktur und ließ Straßen und Brücken ausbauen und die erste Telegrafenleitung in Tunesien verlegen. Auch wurde ein römisches Aquädukt restauriert, um die Wasserversorgung von Tunis zu verbessern. Auch wenn versucht wurde, diese Maßnahmen durch erhöhte Steuern zu finanzieren, stieg die Staatsverschuldung unter dem noch von seinem Vorgänger eingesetzten korrupten Ersten Minister, dem sogenannten Wazir al-Akbar, Mustafa Khaznadar doch weiter an. Dadurch geriet das Land zunehmend in die Abhängigkeit ausländischer, vor allem französischer Banken.
Die bedeutendste Handlung von Muhammad II. war der Erlass des „Fundamental-Akt“ am 10. September 1857, in dem allen Tunesiern die bürgerlichen Rechte zugesichert wurden und Privilegien und private Monopole aufgehoben wurden. Darüber sollte ein „Hoher Rat“ aus 60 Mitgliedern, mit kontrollierenden und richterlichen Befugnissen, die Macht des Beys etwas einschränken. Die Umsetzung dieser Reform stieß allerdings auf erheblichen Widerstand in der Bevölkerung. Indes regierte Khaznadar durch, bis er 1873 abgesetzt wurde. Nachfolger Muhammads II. wurde Muhammad III. al-Husain (1859–1883).